# آخرین رقص را نگه دار
آخرین رقص را به یاد داشته باش (به انگلیسی: Save the Last Dance) فیلمی در ژانر رمانتیک و موزیکال به کارگردانی توماس کارتر محصول ایالات متحدهٔ آمریکا است که در سال ۲۰۰۱ منتشر شد. از بازیگران آن می‌توان به جولیا استایلز، سین پاتریک توماس، کری واشینگتن، تری کینی، و بیانکا لاسون اشاره کرد.
دنباله این فیلم آخرین رقص را نگه دار ۲ است.